# مركز أبو ظبي للغة العربية
مركز أبو ظبي للغة العربية مركز إماراتي أنشئ عام 2021م بهدف دعم اللغة العربية، ووضع الاستراتيجيات العامة لتطويرها، ودعم البحوث والدراسات لتعزيز استخدام اللغة العربية في الأوساط العلمية والثقافية والإبداعية. ويتبع المركز لدائرة الثقافة والسياحة في أبوظبي.
يتعاون المركز مع عدة  جامعات في دولة الإمارات، ومؤسسات أكاديمية من مختلف أنحاء العالم، ومنها دار “بريل” للنشر التي تصدر عنها مجلة المركز المتخصصة في الدراسات العربية.كما يضم المركز مكتبةً رقميةً، ويتم من خلاله إجراء العديد من الدراسات والمشاريع؛ منها معجم “دليل المعاني” الرقمي،

## نبذة عن المركز
يدعم مركز أبوظبي للغة العربية برامج التعليم والأبحاث والمعارض والمؤتمرات، والعديد من الأنشطة والمبادرات المرتبطة بالثقافة واللغة في أبو ظبي ودولة الإمارات، منها:
- معرض أبوظبي الدولي للكتاب.
- جائزة الشيخ زايد للكتاب:[8] أُنشئت جائزة الشيخ زايد للكتاب عام 2006 تمنح كل سنة للمفكرين والناشرين والمبدعين الشباب، عن مساهماتهم في مجالات التأليف والترجمة في العلوم الإنسانية.[5][9]
- مشروع كلمة للترجمة.[10]
- مجلة الدراسات العربية.[11][12]
- جائزة كنز الجيل: تم إطلاق هذه الجائزة عام 2022 وتهدف لتعزيز مكانة الشعر وخاصةً النبطيّ،ومن أهم فروعها:المجاراة الشعرية، الفنون، الخط العربي، الفن التشكيلي، الأفلام القصيرة ،الأعمال الغنائية، الدراسات والبحوث، الإصدارات الشعرية، الترجمة، الشخصية الإبداعية،  الموسيقى، الغناء، والرسم [5]
- جائزة سرد الذهب: هدفها دعم الفن الشعبي في رواية القصص العربية و الحكايات الشعبية والأساطير في جميع أنحاء الوطن العربي،
- أصدقاء اللغة العربية: تستهدف فئة الأطفال والشباب من عمر 8 – 12 عامًا، وتضم كلًا من الناطقين باللغة العربية أو غيرها و يحصل كل فائز من الفائزين الثلاثة الأوائل على جائزة نقدية بقيمة 10,000 درهم إماراتي،[5]

## منح مركز أبوظبي للغة العربية
يقدم برنامج المنح البحثية، الذي أطلق في عام 2021، ما بين ست وثماني منح سنويا ويرصد المركز للمنح مبلغا إجماليا سنويا بقيمة 600 ألف درهم و يضم مجالات : المعجم العربي، والمناهج الدراسية، والأدب والنقد، وتعليم العربية للناطقين بغيرها، واللسانيات التطبيقية والحاسوبية، وتحقيق المخطوطات في مجال علوم اللغة العربية كافة.